# Gyrus postcentral
Le gyrus postcentral ou la circonvolution pariétale ascendante est un gyrus du lobe pariétal du cortex cérébral, limité en avant par le sillon central et en arrière par le sillon postcentral. C'est un ruban vertical qui suit les sinuosités de la scissure de Rolando (ou sillon central), tout comme son symétrique le gyrus précentral. Il s'unit d'ailleurs à ce dernier par des plis de passage qui contournent les extrémités du sillon de Rolando, dans des régions nommées opercule rolandique en bas et lobule paracentral sur la face interne (en haut).
Il héberge le long des berges postérieures du sillon central les aires somatosensorielles primaires (aires 1, 2, 3 de Brodmann). Celles-ci s'organisent sous la forme d'une carte somatotopique : à chaque partie du cortex somatosensoriel correspond une partie du corps.
Dans la partie la plus postérieure du gyrus postcentral débute le cortex somatosensoriel associatif.
|  |  |